# Iria Corrêa
Iria Corrêa (Paranaguá, 20 de outubro de 1839 – Paranaguá, 14 de março de 1887) foi uma pintora e professora brasileira, pioneira das artes plásticas no Paraná. Iria Corrêa foi a primeira mulher a atuar profissionalmente como artista no Paraná. E ela foi, segundo relatos, uma das primeiras mulheres paranaenses a subir em um palanque para fazer discursos políticos em público.
Contemporânea de figuras como Júlia da Costa e Fernando Amaro, ela é reconhecida como uma das mulheres mais instruídas de seu tempo, e uma das figuras mais cultas de Paranaguá da época. Fez carreira na metade do século XIX com naturezas-mortas e retratos de personalidades paranaenses.

## Biografia

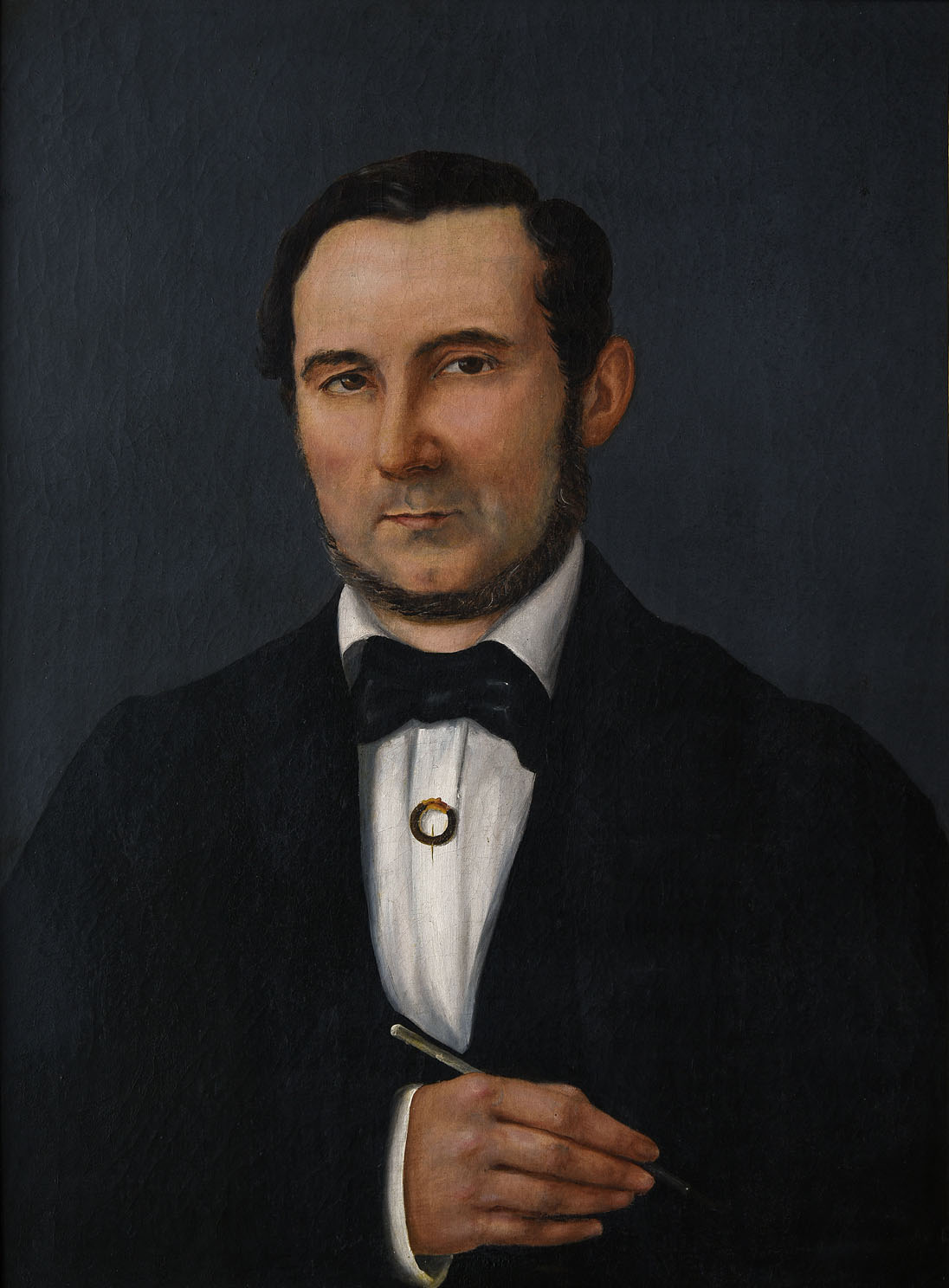
Retrato de seu pai, Joaquim Cândido Correia, feito por Iria Correia

### Primeiros anos e formação
Nascida em uma família tradicional parnanguara, no litoral do Paraná. Segunda filha de nove irmãos, cresceu em um ambiente privilegiado, que lhe proporcionou uma educação de destaque para a época. Seu pai era o general Joaquim Cândido Correia e sua mãe, Damiana Corrêa.
Naquele período, a elite econômica de Paranaguá buscava adotar costumes da burguesia europeia para se diferenciar do restante da população. Esses hábitos culturais eram transmitidos de diversas maneiras, desde a interação com estrangeiros até a circulação de publicações nacionais e internacionais, além da educação das mulheres. Dessa forma, a formação das mulheres da elite passou a ser feita, em grande parte, por educadoras estrangeiras, que introduziam novos padrões de comportamento e conhecimentos artísticos às jovens.
Aos 10 anos, foi matriculada no Colégio Particular Feminino James, administrado pelas britânicas Jéssica e Willie James, mãe e filha. Lá, demonstrou grande talento nas aulas de música e pintura. A escola, além das disciplinas tradicionais, oferecia um currículo que incluía dança, desenho e bordado, o que incentivou Iria a desenvolver seu potencial artístico desde cedo. Também estudou, por volta dos 16 anos, em um colégio dirigido pela francesa Madame Taulois, onde recebeu uma educação refinada em música, canto, bordado, desenho e pintura.

### Carreira artística
Ainda na adolescência, com o incentivo de sua professora Jéssica James, Iria começou a pintar suas primeiras obras, que consistiam principalmente em naturezas-mortas, temas religiosos e miniaturas. Posteriormente, passou a se dedicar também aos retratos, tendo como modelos figuras importantes da sociedade paranaense, como seu avô, o coronel Correia Velho, e a família do Visconde de Nácar.
Um momento marcante em sua carreira foi a participação na Exposição Provincial do Paraná, realizada em Curitiba entre junho e agosto de 1866, onde exibiu cerca de 20 obras (dentre estes, retratos, natureza-morta e os de temas religiosos, nas técnicas de pintura a óleo, guache, aquarela e desenhos em lápis crayon e pastel) ao lado de grandes nomes da pintura nacional, sendo a única pintora mulher na exposição. Assim, consolidou seu espaço no cenário artístico da época.
Iria foi uma pioneira em uma época em que as mulheres eram praticamente invisíveis no mercado de trabalho, especialmente nas artes. Ela se dedicou profissionalmente à pintura, recebendo encomendas e dando aulas. As aulas eram ministradas na própria casa de Íria Correia onde suas alunas desenvolviam seus dons artísticos pintando louças, leques e pequenas telas em aquarela. O temperamento calmo e delicado lhe contribuía um número considerável de alunas.

### Vida pessoal
Iria, assim como suas irmãs, nunca se casou. Os proventos financeiros assegurados pelo seu pai garantia que toda a família pudesse viver junta em um único casarão as beiras do rio Itiberê. E após a morte de seu pai, chegou a sustentar sua família com seu trabalho como artista, algo notável para uma mulher no século XIX. Através das aulas particulares que já ministrava e a pintura de retratos encomendados pela aristocracia parnanguara, Iria conseguia uma boa remuneração, suficiente para prover para ela, a mãe, e irmãs.

## Legado
Considerada a primeira mulher a seguir uma carreira profissional na pintura no Paraná, Iria produziu obras em diferentes técnicas, como crayon, pastel, aquarela e óleo, com temas que variavam entre imagens de santos, paisagens, naturezas-mortas e retratos.
Embora tenha vivido toda sua vida em Paranaguá, sem jamais ter visitado grandes centros artísticos ou museus renomados, Iria conseguiu superar as limitações impostas à época às mulheres na esfera artística. Com seu destaque, ela abriu caminho para futuras artistas.
Apesar de, muitas vezes, seu nome ser menos lembrado em comparação com outros artistas paranaenses como Alfredo Andersen e Guido Viaro, ela ocupa um lugar de destaque na história das artes no Paraná.
Seu legado é crucial para a compreensão do desenvolvimento das artes plásticas no estado, sendo reconhecida como a precursora deste movimento. Como destacado por críticos e historiadores, o nome de Iria Corrêa merece ser celebrado como uma das figuras pioneiras da arte no Paraná, especialmente pelo seu papel em uma época em que o cenário artístico ainda estava em formação.

### Morte
Iria faleceu aos 48 anos, em 14 de março de 1887, ainda em sua cidade natal. A causa mortis de Íria Correia é controversa, em alguns artigos pesquisados citam a sua morte foi de febre perniciosa e em outros que ela foi acometida por uma depressão profunda, causada pelo falecimento do pai, o que ocasionou um quadro de imunodeficiência levando a sua morte.

## Exposições recentes
Suas obras foram expostas recentemente em:
- Museu Paranaense (MUPA)[11]
- Museu de Arte de São Paulo (MASP)[1]